# Skakalnica Dr. Stanko Stoporko
Skakalnica Dr. Stanko Stoporko – kompleks skoczni narciarskich w słoweńskiej miejscowości Mislinja.
Punkt konstrukcyjny największego obiektu jest usytuowany na 85. metrze, zaś HS wynosi 93 metry. Skocznia wyposażona jest w igelit, zaś jej rekordzistą jest Jaka Hvala, a rekord wynosi 95,5 metra.
Obok tej skoczni znajdują się jeszcze 4 skocznie o punktach konstrukcyjnych umieszczonych na 65, 30, 20 i 14 metrze.

## Skocznia K85

### Parametry skoczni
- Punkt konstrukcyjny: 85 m
- Wielkość skoczni (HS): 93 m
- Nachylenie progu: 10,0°
- Nachylenie zeskoku: 32,5°

### Rekordziści skoczni
Rekordzistą skoczni jest Słoweniec Jaka Hvala, który w 2010 roku uzyskał 95,5 metra. 